# عزو مزدوج
في اللاهوت المسيحي (وخاصة البروتستانتية)، العزو المزدوج جزء من عقيدة التبرير يشير إلى عزو خطايا المؤمنين إلى المسيح وعزو بر المسيح إلى المؤمنين. هذه العقيدة وثيقة الصلة بعقيدة سولا فيدي، ودعاها مارتن لوثر التبادل الكبير.